# Rütschelen
Rütschelen là một đô thị thuộc huyện Oberaargau, bang Bern, Thụy Sĩ. Đô thị này có diện tích 4  km², dân số thời điểm tháng 12 năm 2009 là 563 người.